# Aguaderico Segundo
Aguaderico Segundo (también llamada Aguaderico de Rubio o simplemente Aguaderico junto con Aguaderico Tercero) es una localidad y pedanía española perteneciente al municipio de Cúllar, en la provincia de Granada, comunidad autónoma de Andalucía. Está situada en la parte nororiental de la comarca de Baza. A siete kilómetros del límite con la provincia de Almería, anexa a esta localidad se encuentra Aguaderico Tercero, y un poco más alejados están los núcleos de Venta Quemada, Tarifa, Barrio Nuevo y Las Vertientes.

## Demografía
Según el Instituto Nacional de Estadística de España, en el año 2021 Aguaderico Segundo contaba con 7 habitantes censados, lo que representa el 0,17% de la población total del municipio.

### Evolución de la población
| Gráfica de evolución demográfica de Aguaderico Segundo entre 2011 y 2021 |
|                                                                          |
| Datos según el nomenclátor publicado por el INE.                         |

## Comunicaciones

### Carreteras
La principal vía de comunicación que transcurre junto a esta localidad es:
| Identificador | Denominación  | Itinerario      |
| ------------- | ------------- | --------------- |
| A-92N         | Autovía A-92N | Guadix - Murcia |

Algunas distancias entre Aguaderico Segundo y otras ciudades:
| Ciudades | Distancia (km) |
| -------- | -------------- |
| Cúllar   | 13             |
| Baza     | 34             |
| Granada  | 143            |
| Murcia   | 149            |
| Jaén     | 187            |
| Almería  | 194            |